# سن پدرو د آتاکاما
سن پدرو د آتاکاما (به اسپانیایی: San Pedro de Atacama) یک شهرستان در شیلی است که پس از استقلال در بولیوی واقع شده‌است. سن پدرو د آتاکاما ۲۳٬۴۳۸٫۸ کیلومترمربع مساحت و ۳٬۸۹۹ نفر جمعیت دارد و ۲٬۴۰۷ متر بالاتر از سطح دریا واقع شده.

## خواهرخوانده
شهرهای یقنعم و Magdalena خواهرخوانده‌های سن پدرو د آتاکاما هستند.

## نگارخانه

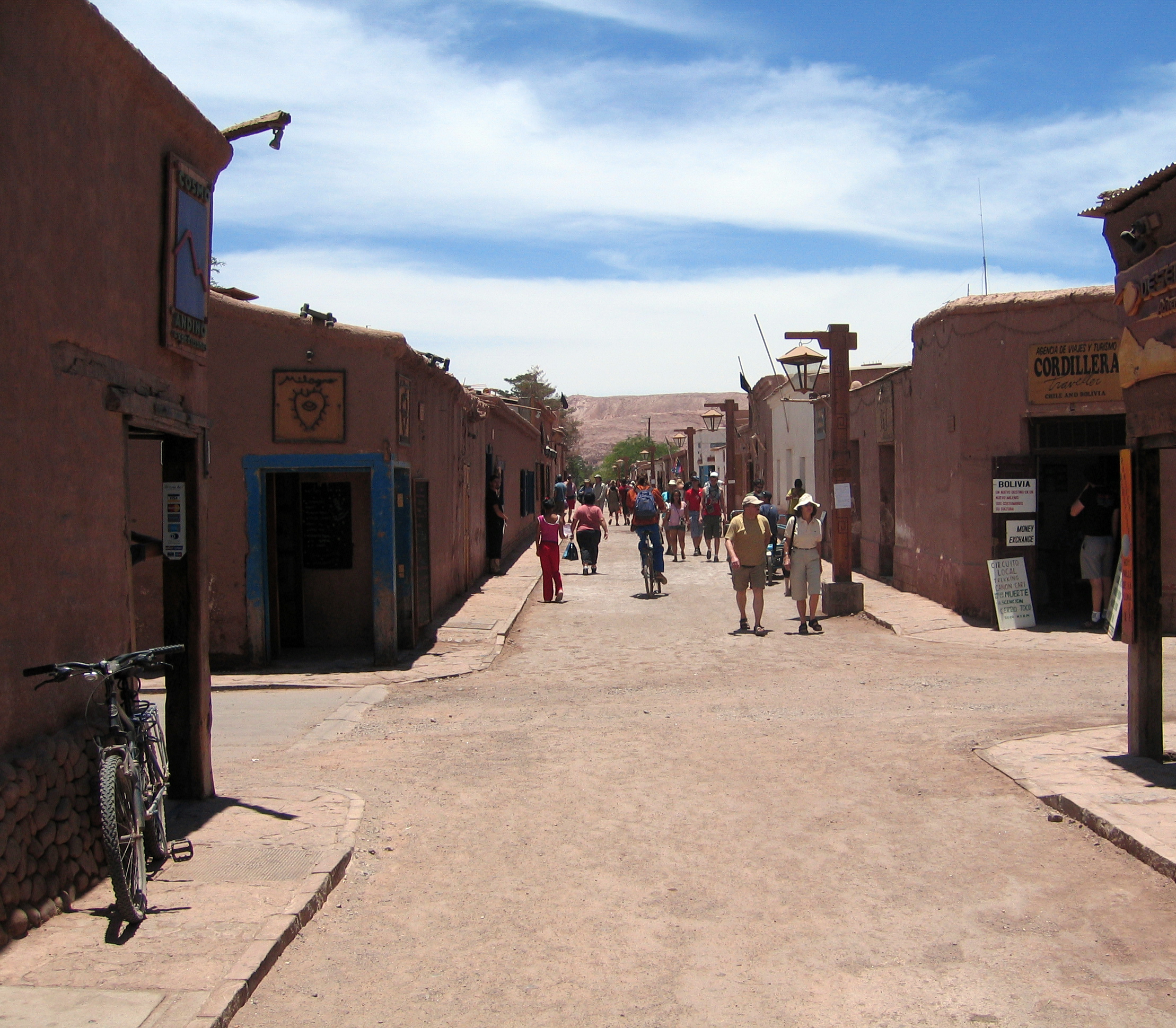
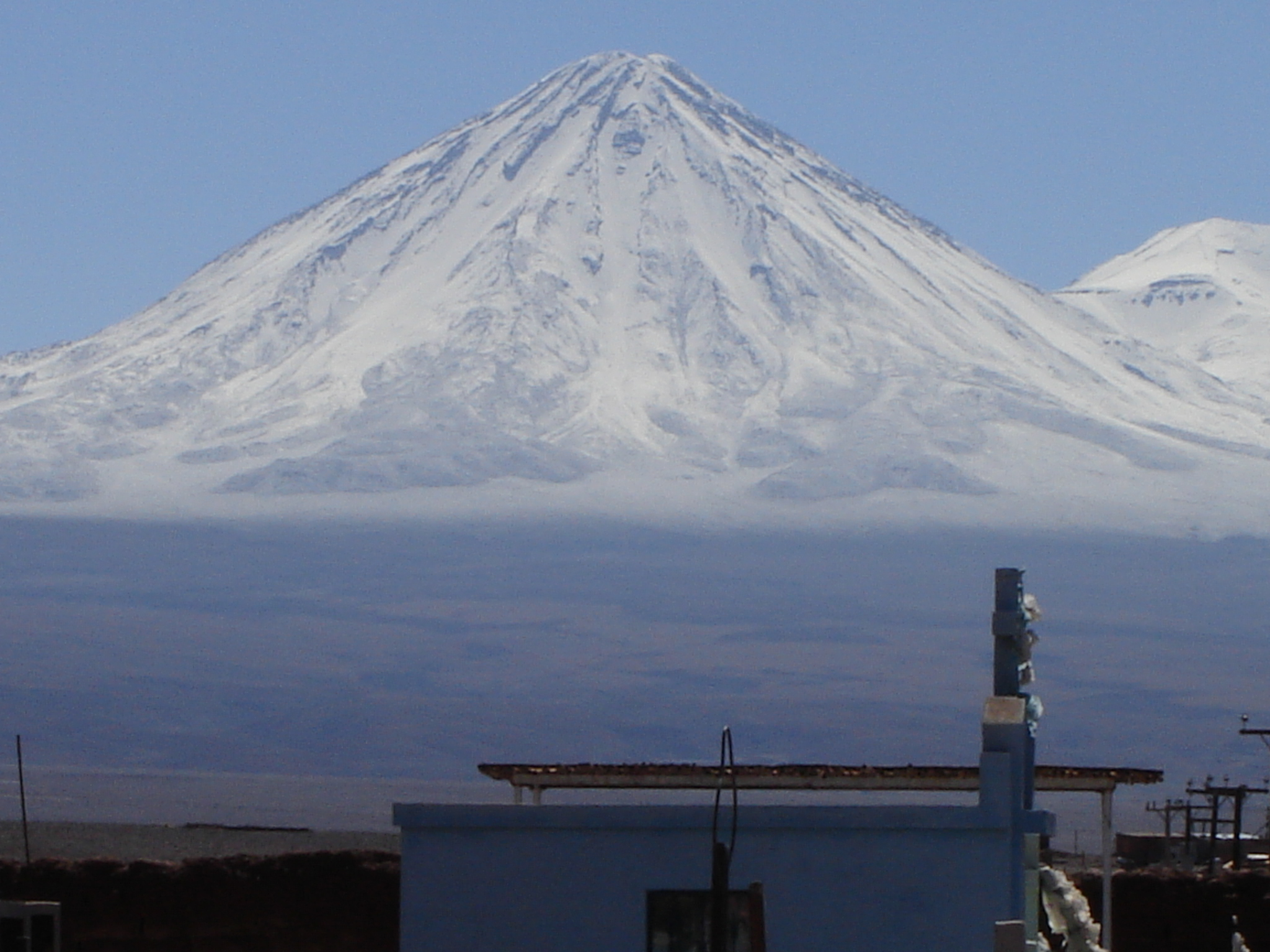
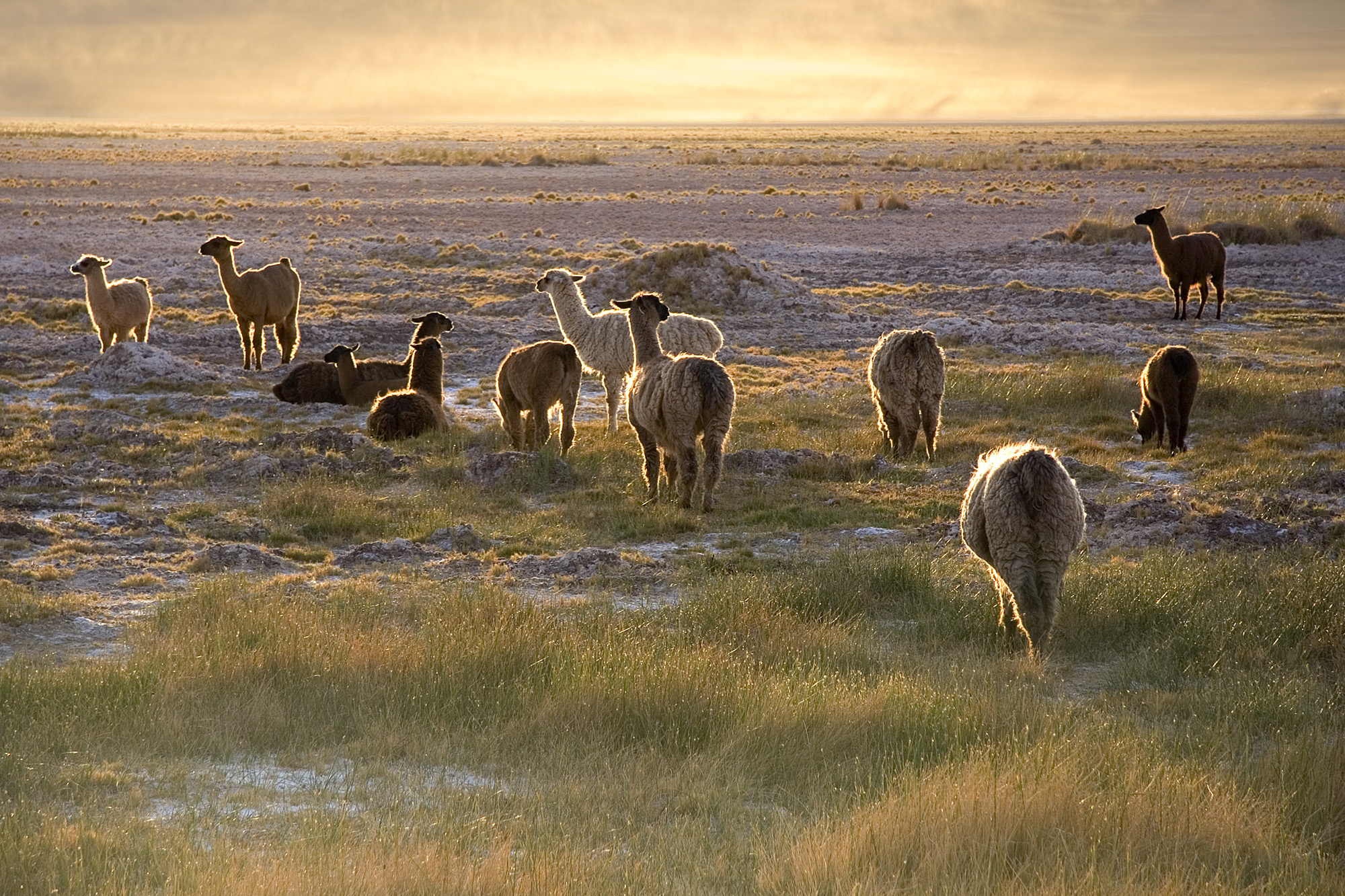
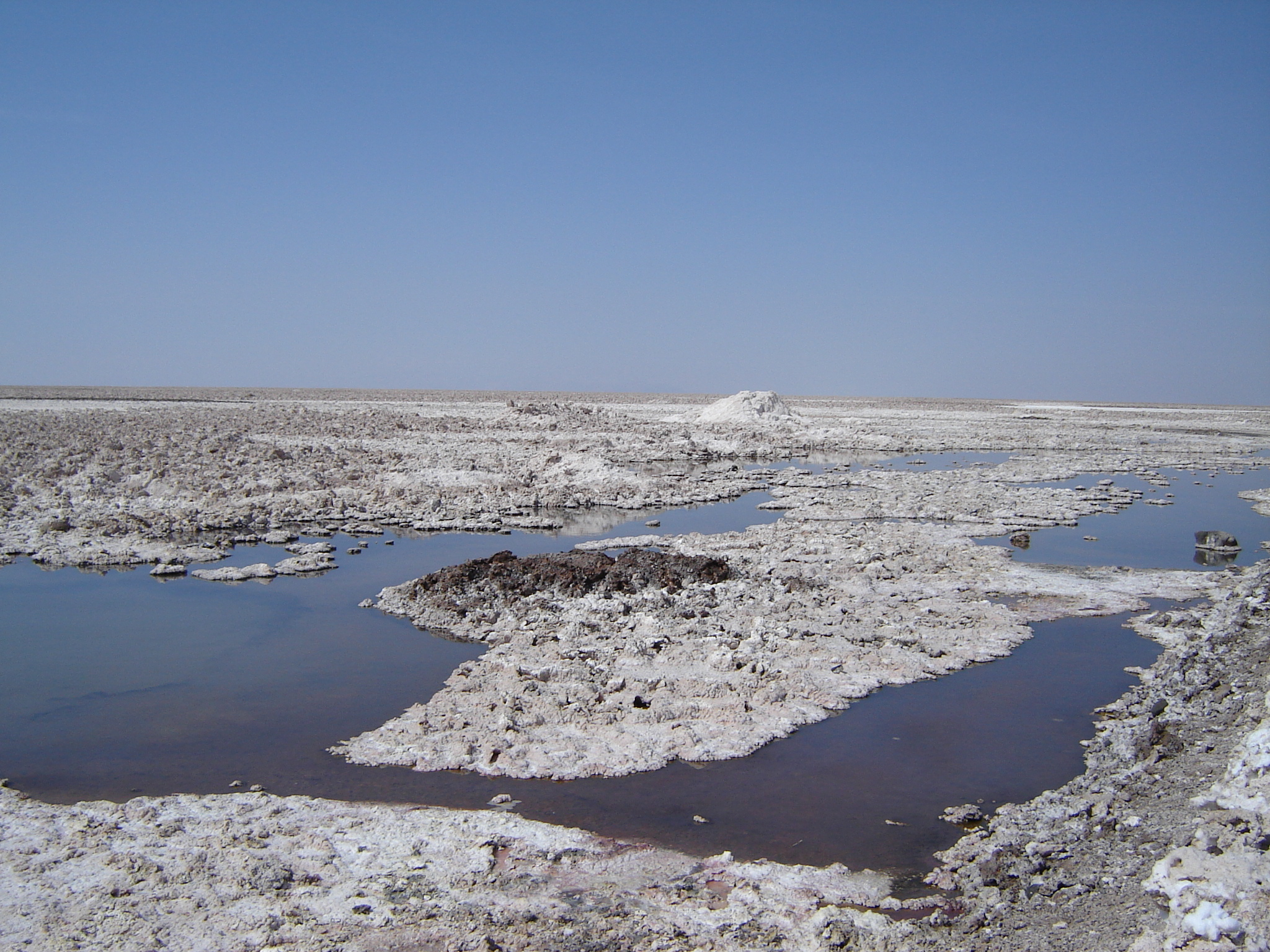
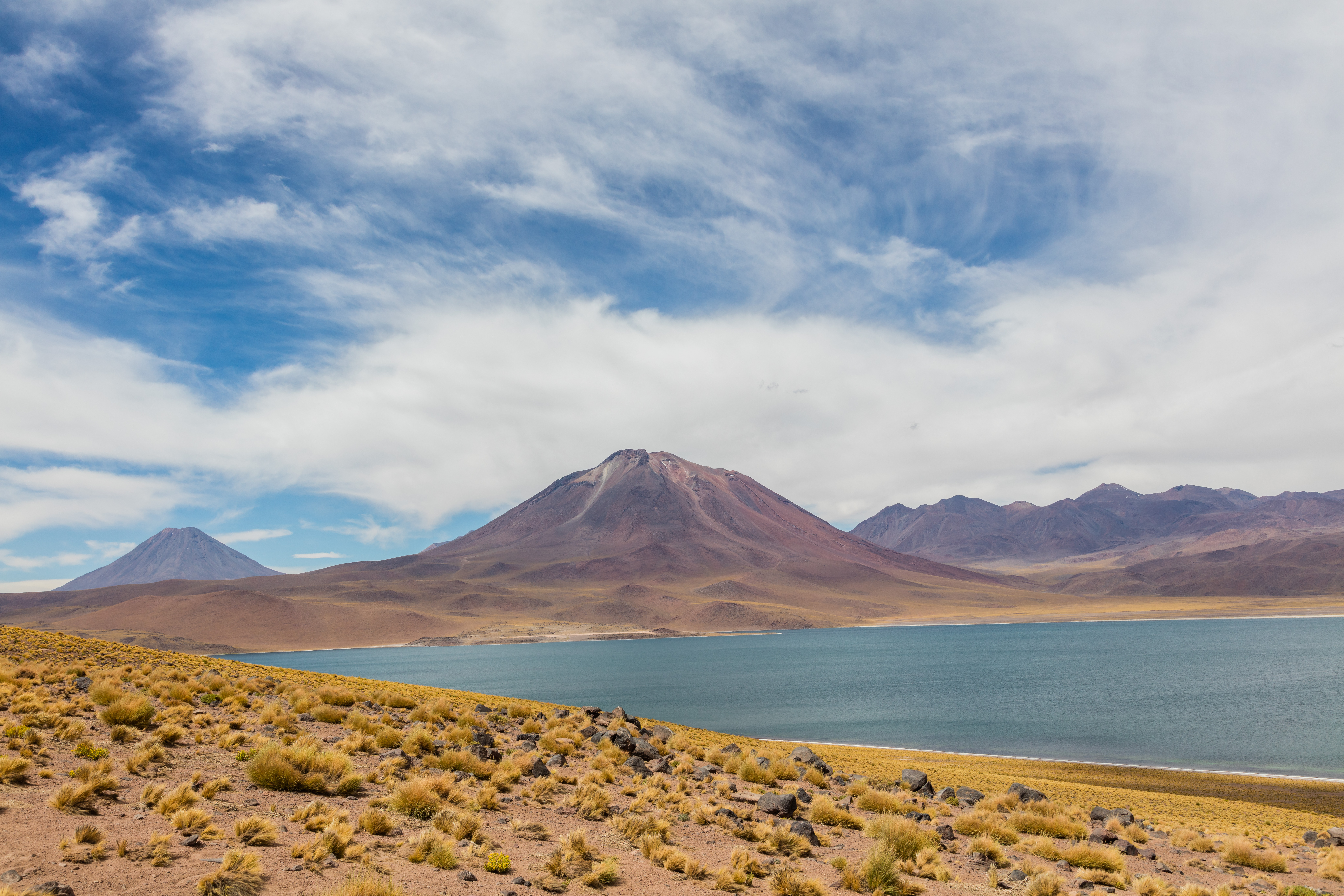
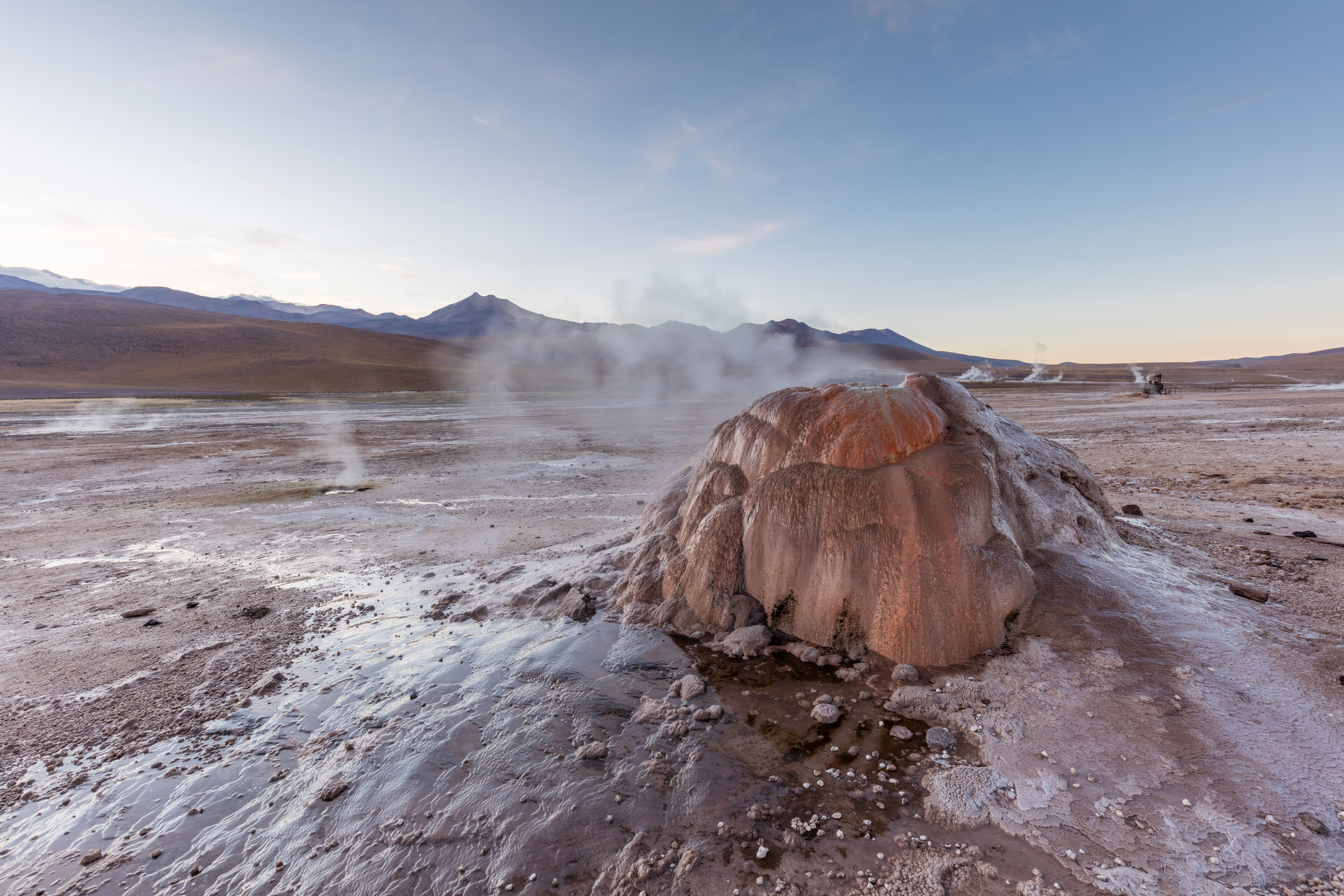
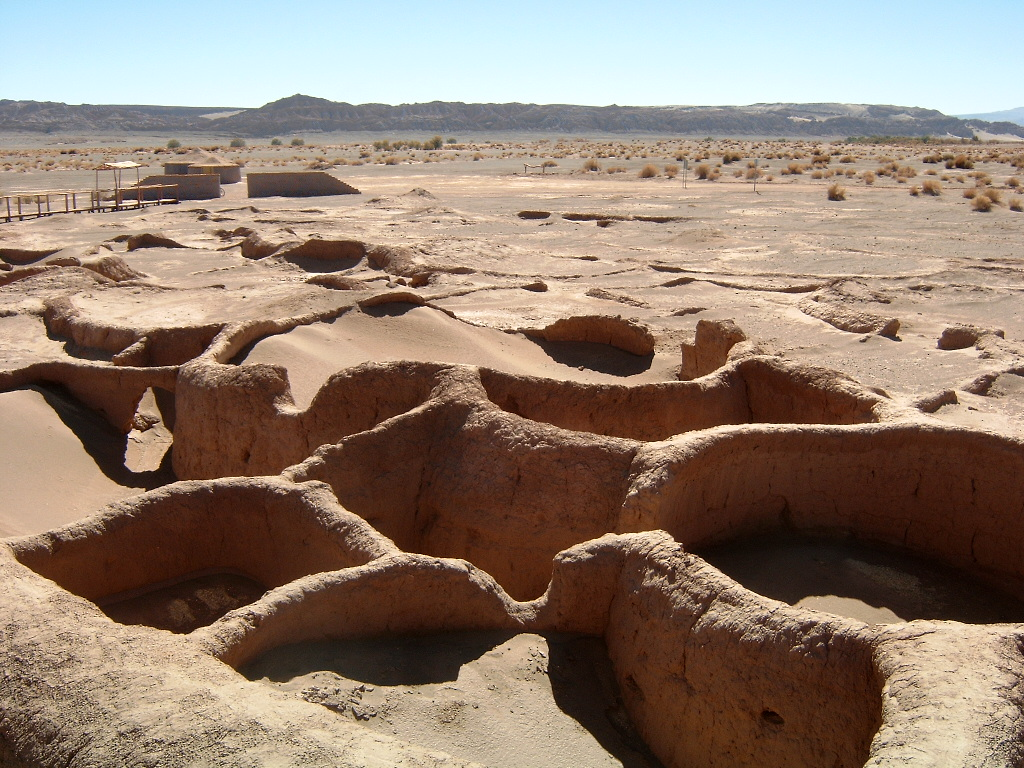
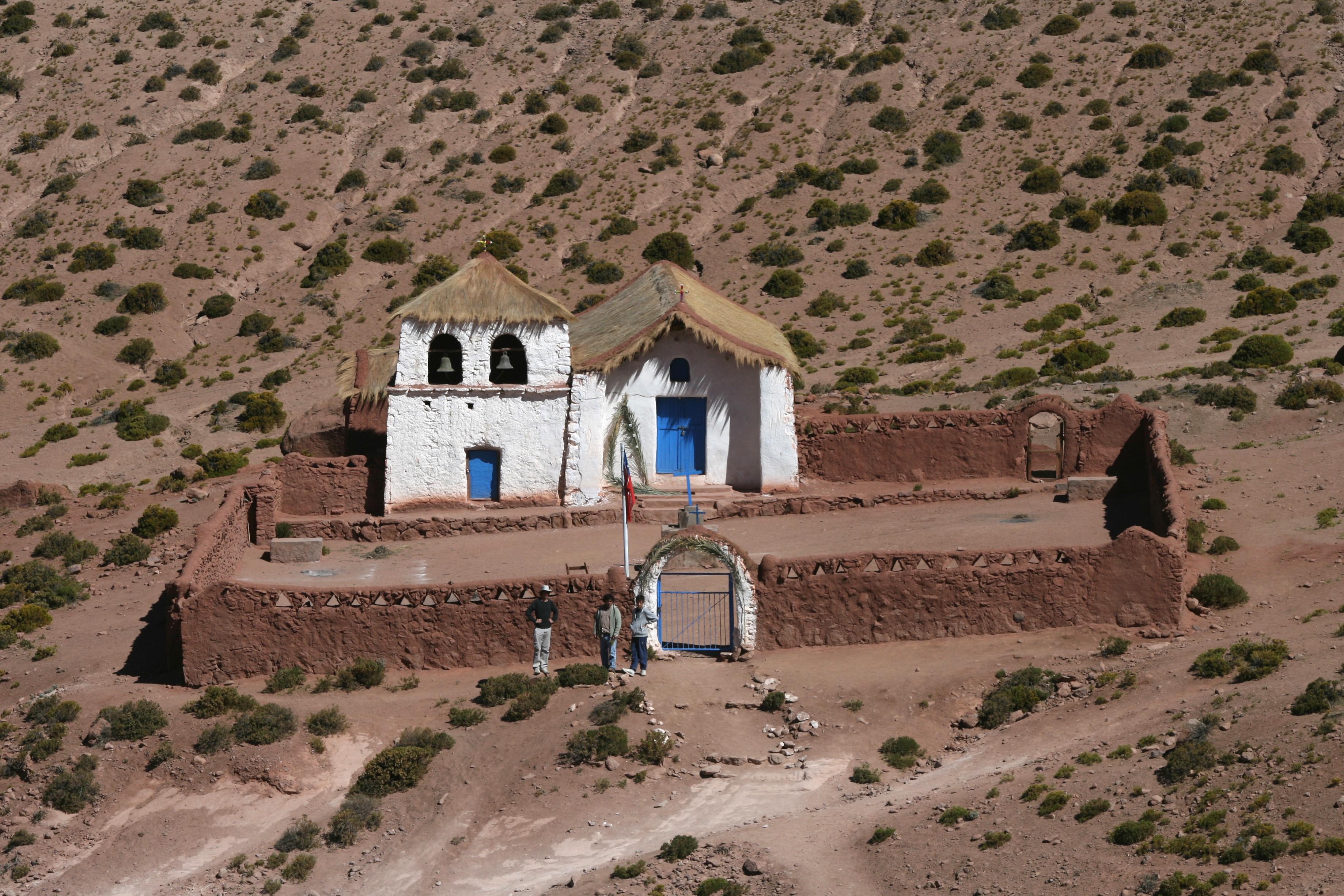
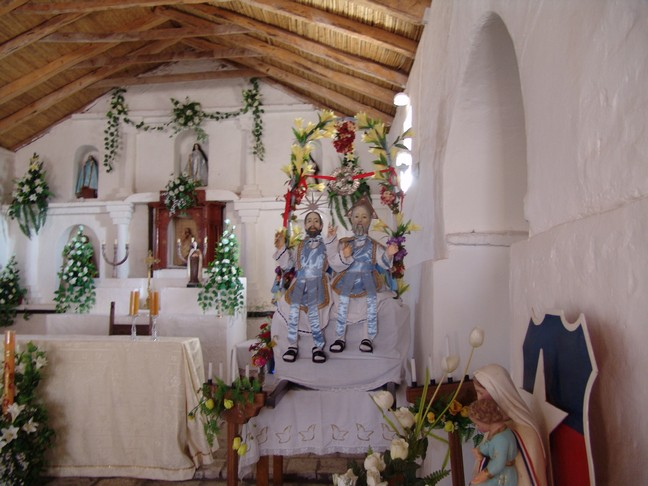
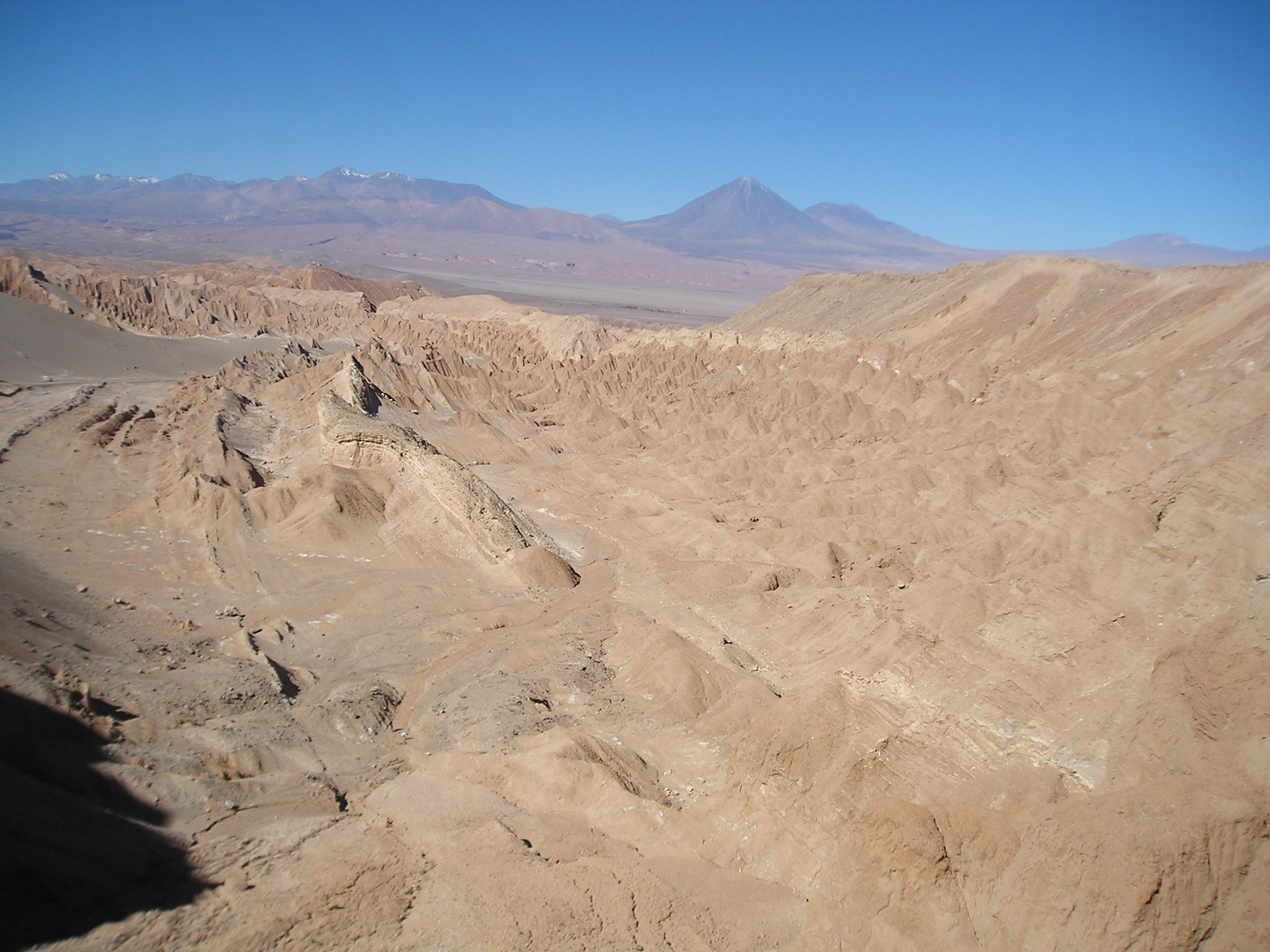
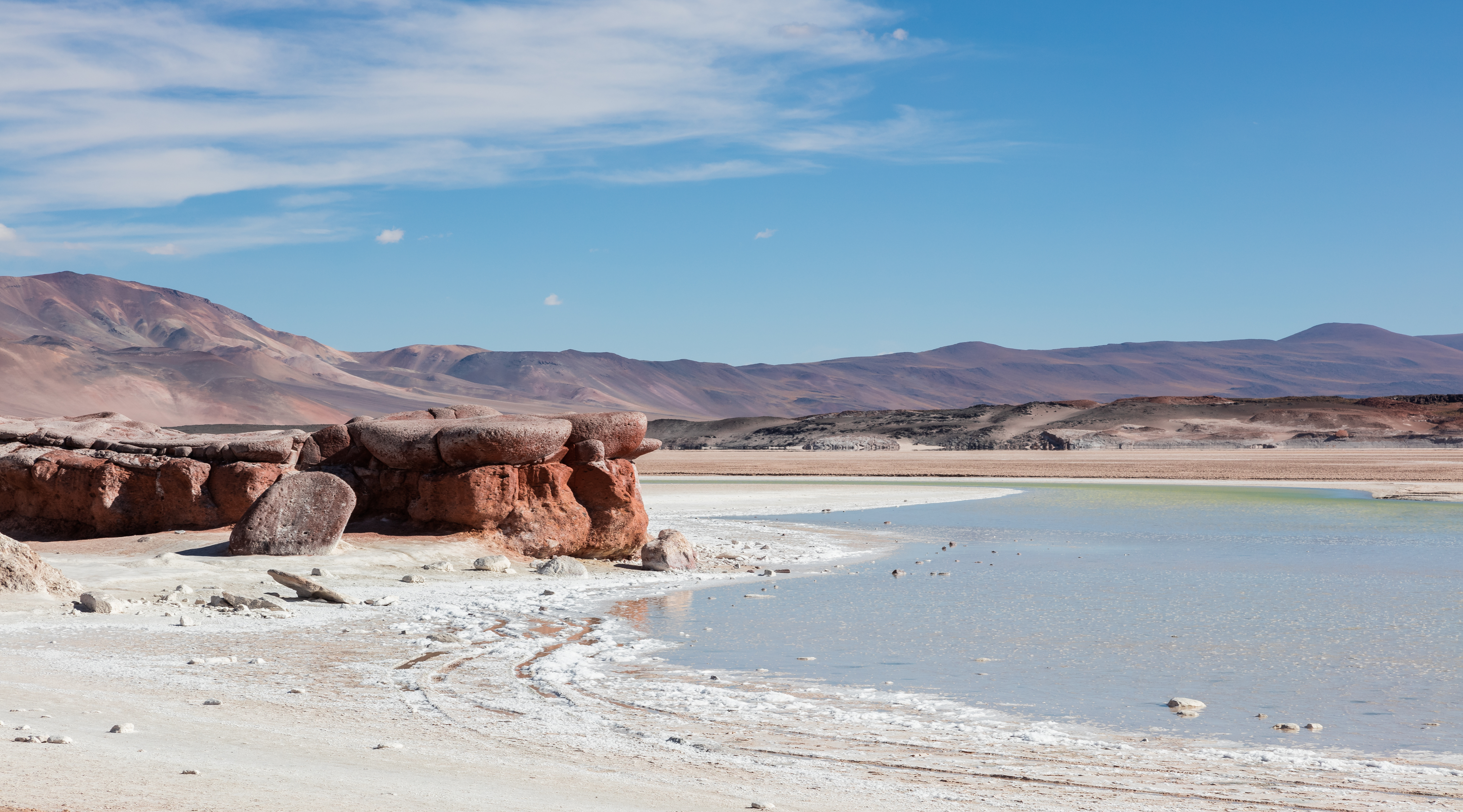
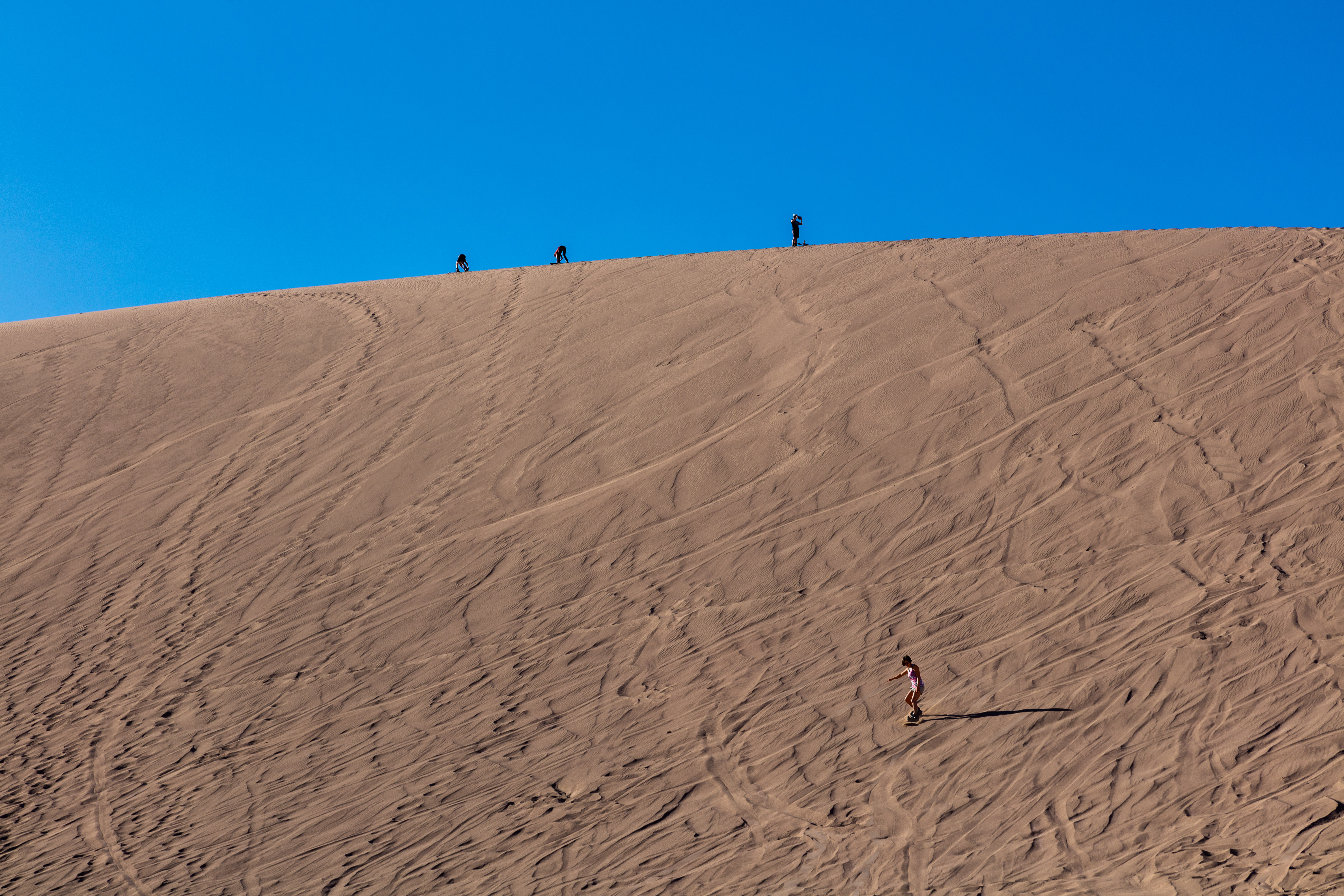
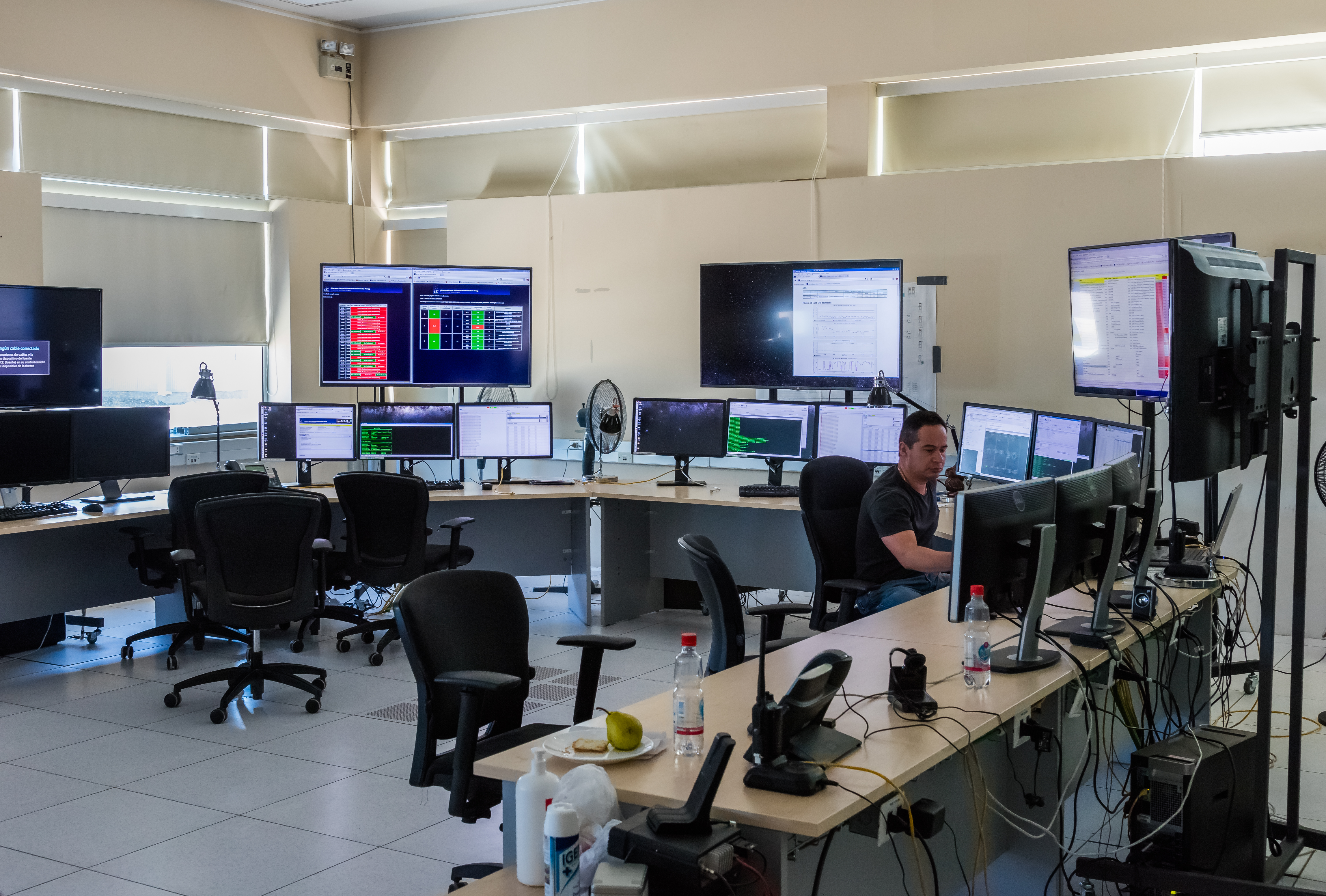